# Белёвцев, Иван Иванович
Иван Иванович Белёвцев (25 февраля 1928, Труновское, Ставропольский край — 2 ноября 2019) — священнослужитель Русской православной церкви, протоиерей, заслуженный профессор Санкт-Петербургской духовной академии.

## Биография
Родился 25 февраля 1928 года в семье рабочего села Труновского Ставропольского края. В 1944 году окончил 9 классов средней школы.
В 1946 году поступил в новооткрытую Ставропольскую духовную семинарию, после окончания которой в 1950 году был рекомендован к поступлению в Ленинградскую духовную академию.
Духовную академию окончил в 1954 году с ученой степенью кандидата богословия за курсовое сочинение на тему: «Общественное служение Господа Иисуса Христа в Галилее». В 1954/55 уч. г. — профессорский стипендиат Ленинградской духовной академии. С 28 августа 1955 года — помощник инспектора Ленинградской духовной академии, преподавал историю Русской Православной Церкви в Ленинградской духовной семинарии.
9 июня 1957 года рукоположен епископом Лужским Алексием (Коноплёвым) во диакона, 16 июня — во священника.
По решению Совета Ленинградской духовной академии от 19 сентября 1957 года вел занятия по гомилетике в Ленинградской духовной академии и Ленинградской духовной семинарии. С 28 марта 1958 года — доцент Ленинградской духовной академии (после прочтения пробной лекции «Митрополит Крутицкий и Коломенский Николай (Ярушевич) как проповедник»). 8 августа 1958 года освобожден от должности помощника инспектора.
С сентября 1959 года — заведующий кафедрой истории и разбора русского раскола и сектантства Ленинградской духовной академии.
С сентября 1961 года — заведующий кафедрой истории Русской Православной Церкви Ленинградской духовной академии.
В 1964—1967 годах вел занятия на факультете африканской христианской молодежи при Ленинградской духовной академии.
С 1967 года — член редколлегии сборника «Богословские труды».
С 7 октября 1970 года — профессор кафедры истории Русской Православной Церкви Ленинградской духовной академии.
В 1986—1988 годах — член Юбилейной комиссии по подготовке к проведению празднования 1000-летия Крещения Руси. Активно участвовал в международных церковно-научных конференциях, посвященных 1000-летию Крещения Руси, проходивших в Киеве (1986), Ленинграде (1987), Москве (1988).
В 1987—1993 годах — член Синодальной комиссии по канонизации святых.
В 1957—1990 годах совершал пастырское служение в церкви в честь святого апостола и евангелиста Иоанна Богослова при Ленинградской духовной академии, с июня 1990 года — в Крестовоздвиженском храме села Ополье Ленинградской области (настоятель с 20 марта 1996).

## Награды
Награждён высшими священническими наградами и орденами Русской Православной Церкви.
В 1996 году, ко дню празднования 275-летия основания и 50-летия возрождения санкт-петербургских духовных школ, Патриархом Московским и всея Руси Алексием II удостоен звания «Заслуженный профессор».

## Сочинения
- Остромирово Евангелие 1056-57 гг. // Журнал Московской Патриархии. 1956. — № 7. — С. 64-68.
- Проф. А. И. Макаровский (некролог) // Журнал Московской Патриархии. 1958. — № 7. — С. 28-30.
- Идея мира в литургии Православной Церкви // Журнал Московской Патриархии. 1961. — № 4. — С. 36-40.
- Слово на праздник св. ап. и ев. Иоанна Богослова, сказанное в храме Ленинградской духовной академии // Журнал Московской Патриархии. 1966. — № 6. — С. 42-44.
- Крещёные и нехристиане в их совместном служении на благо человечества // Богословские труды. — М., 1973. — Сб. 10. — С. 160—163.
- Образование Русской Православной Церкви // Богословские труды. — М., 1987. — Сб. 28. — С. 73—90.
- Русский церковный раскол в XVII ст. // Тысячелетие Крещения Руси: Конф. «Богословие и духовность» (М., 1987). — М., 1989. — С. 191—194.
- Отзывы на курсовое сочинение Аввакумова Ю. П. на тему «Юрий Крижанич и его сочинения „О промысле Божием“ и „Беседа о суеверии“. Из истории взаимоотношений римо-католического и православного богословия» // Вестник Ленинградской духовной академии. 1990. — № 2. — С. 164—167. (в соавторстве с иеромонахом Вениамином (Новиком))